# Comuna de Margonin
Margonin (polaco: Gmina Margonin) é uma gminy (comuna) na Polónia, na voivodia de Grande Polónia e no condado de Chodzieski. A sede do condado é a cidade de Margonin.
De acordo com os censos de 2004, a comuna tem 6353 habitantes, com uma densidade 52,1 hab/km².

## Área
Estende-se por uma área de 122 km², incluindo:
- área agricola: 61%
- área florestal: 31%

## Demografia
Dados de 30 de Junho 2004:
|                      | Total   | Total | Mulheres | Mulheres | Homens  | Homens |
| -------------------- | ------- | ----- | -------- | -------- | ------- | ------ |
|                      | pessoas | %     | pessoas  | %        | pessoas | %      |
| População            | 6353    | 100   | 3060     | 48,2     | 3293    | 51,8   |
| Densidade (pop./km²) | 52,1    | 100   | 25,1     | 25,1     | 27      | 27     |

De acordo com dados de 2002, o rendimento médio per capita ascendia a 1724,68 zł.

## Comunas vizinhas
- Budzyń, Chodzież, Gołańcz, Szamocin, Wągrowiec